# Circonscription de Nunu
Pour les articles homonymes, voir Nunu.
La circonscription de Nunu est une des 177 circonscriptions législatives de l'État fédéré Oromia, elle se situe dans la Zone Est Welega. Son représentant actuel est Getachew Degefe Chewaqa.